# Theo gegen den Rest der Welt
Theo gegen den Rest der Welt ist ein deutsches Roadmovie aus dem Jahre 1980 und die Fortsetzung des Films Aufforderung zum Tanz von 1977.

## Handlung
Lastwagenfahrer Theo Gromberg aus Herne betreibt mit seinem italienischen Freund Enno eine kleine Spedition, einziges Fahrzeug und ganzes Kapital ist ein Volvo-Sattelschlepper. Während des Vorspanns sieht man Theo kurz vor Herne, nach 800 Kilometern vollkommen übermüdet auf der Rückfahrt von einem Auftrag. Er muss noch eine Pinkelpause einlegen, während der der Lkw gestohlen wird. Wenig später sieht er ihn auf der anderen Seite vorbeifahren. Kurzentschlossen springt Theo in den Fiat 500 der Schweizer Medizinstudentin Ines Röggeli und verfolgt den Lkw, bis der Motor des Kleinwagens überhitzt. Sein verständigter Kompagnon Enno holt ihn mit einem geliehenen Peugeot 404 Kombi ab, mit Hühnern auf der Ladefläche, die nachmittags zu einer Geflügelschau nach Bielefeld sollen. Ines schließt sich ihnen an, um ihren Schaden ersetzt zu bekommen. Theo beichtet Enno, dass er als Rückfracht illegale Ware geladen hat und mit dem Honorar die letzte Rate für den Lkw begleichen wollte – deshalb können sie die Polizei nicht einschalten.
In Lüttich, wo laut Theo gestohlene Lkws umgeschlagen werden, finden sie tatsächlich ihren Volvo, doch als Theo das Führerhaus entern will, wird er von den Dieben niedergeschlagen. Sie fahren zu Maurice „Doppel-Dieter“ Moreau, einem mit Theo bekannten Bordellbetreiber, und erhalten den Hinweis, dass sich ihr gestohlener Lastwagen womöglich in Marseille befindet.
Über Nacht irren Theo, Enno und Ines Richtung Marseille. Theo orientiert sich nur an der kleinen Europakarte seines Taschenkalenders, verfährt sich und kommt im Morgengrauen von der Straße ab. Als sie frühstücken wollen, stellen sie fest, dass sie vom Geldeintreiber ihres Kreditgebers verfolgt werden, dem sie noch die letzte Rate schulden. Da sie inzwischen im französisch-schweizerischen Grenzgebiet sind, beschließen sie, zunächst Ines nach Hause zu bringen.
Der Peugeot ist völlig am Ende, als sie dort ankommen. Ines hat ihren reichen Eltern noch nicht erzählt, dass sie durchs Physikum gefallen ist. Um sie zu unterstützen, nehmen Enno und Theo ihre Einladung zum Bleiben an. Bei dem Empfang anlässlich der vermeintlich bestandenen Prüfung erklärt Theo den versammelten Spießern, wie unwichtig es doch sei, dass Ines 'in Physik' durchgefallen wäre. Er sei schließlich auch zweimal durch die Führerscheinprüfung gefallen, jetzt aber westfälischer Meister im LKW-Slalom. Enno erfährt bei der Gelegenheit, dass in seiner italienischen Heimatstadt Mailand ein Umschlagplatz für gestohlene Lkws ist, und er beschließt, dorthin zu fahren, um dort den Lkw mit Hilfe seines Bruders zu finden. Da Theo weiterhin nach Marseille will, trennen sie sich am Bahnhof, wobei Theo wieder auf den Geldeintreiber trifft, der den Zahltermin um 72 Stunden aufschiebt, seinen Ernst aber unterstreicht, indem er Theo einen Finger bricht.
Als Nächstes fährt Theo als blinder Passagier im Wohnwagen einer deutschen Camperfamilie mit. Diese fährt aber nicht wie behauptet nach Südfrankreich, sondern ebenfalls nach Mailand, wo sich die drei wiedertreffen. Enno gelingt es, einem zwielichtigen Bekannten seines Bruders, der von Ines angetan ist, das Versprechen abzuringen, den Volvo in Genua zurückzugeben. Da Theo sich aber derweil mit Tochter Angelina in deren Wohnwagen vergnügt hat, kommt es zur Schlägerei, aus der die Freunde nur durch das erneute Eingreifen des Geldeintreibers entkommen können. Ennos Bruder fährt sie in seinem Sightseeing-Bus nach Genua. In der Nacht untersucht Ines Theos stark angeschwollenen Finger und muss ihn amputieren.
In Genua sichten sie von einem Aussichtspunkt ihren Volvo-Laster auf einem Frachtschiff, das aber in Richtung Neapel ablegt, bevor sie es erreichen können. Ines besorgt eine Mitfluggelegenheit nach Neapel, einen halsbrecherischen Flug mit einem betrunkenen Piloten in einem klapprigen Flugzeug. Dort erreichen sie das richtige Schiff, stellen jedoch fest, dass der gesichtete Volvo gar nicht ihrer ist, da er das Lenkrad auf der rechten Seite hat. Wieder erscheint der Geldeintreiber, weil die letzte Fristverlängerung eben verstreicht. Sie fliehen auf ein Fischerboot – und da der Lkw nun wohl doch in Marseille sein muss, machen sie sich auf den Seeweg dorthin, denn die Entfernung beträgt nur zwölf Millimeter (auf Theos Taschenkalender-Europakarte). Der Film endet mit ihrem Auslaufen aus dem Hafen.

## Kritiken
- Lexikon des internationalen Films: „Eine moderne Abenteuer-Komödie, die anspruchslos, aber frisch und temporeich erzählt ist. Sie lebt ganz vom trockenen Charme und vor allem vom Wortwitz Marius Müller-Westernhagens.“[1]

- „Originelle Road-Movie-Komödie mit viel Situationskomik und witzigen Dialogen.“ (Wertung: 3 Sterne = sehr gut) – Adolf Heinzlmeier und Berndt Schulz in Lexikon „Filme im Fernsehen“ (Erweiterte Neuausgabe). Rasch und Röhring, Hamburg 1990, ISBN 3-89136-392-3, S. 814

## Auszeichnungen
Marius Müller-Westernhagen erhielt für seine Darstellung den Ernst-Lubitsch-Preis und 1981 den Jupiter (Kategorie: Bester Darsteller). Der Film war mit mehr als drei Millionen Kinobesuchern der größte deutsche Filmerfolg der Jahre 1980/81 und erhielt eine Goldene Leinwand.

## Sonstiges
Der Kinostart des Films in der Bundesrepublik Deutschland war am 25. September 1980. Die deutsche Fernseh-Erstausstrahlung erfolgte am 18. Januar 1987 um 20.15 Uhr in der ARD.